# Кінофестиваль

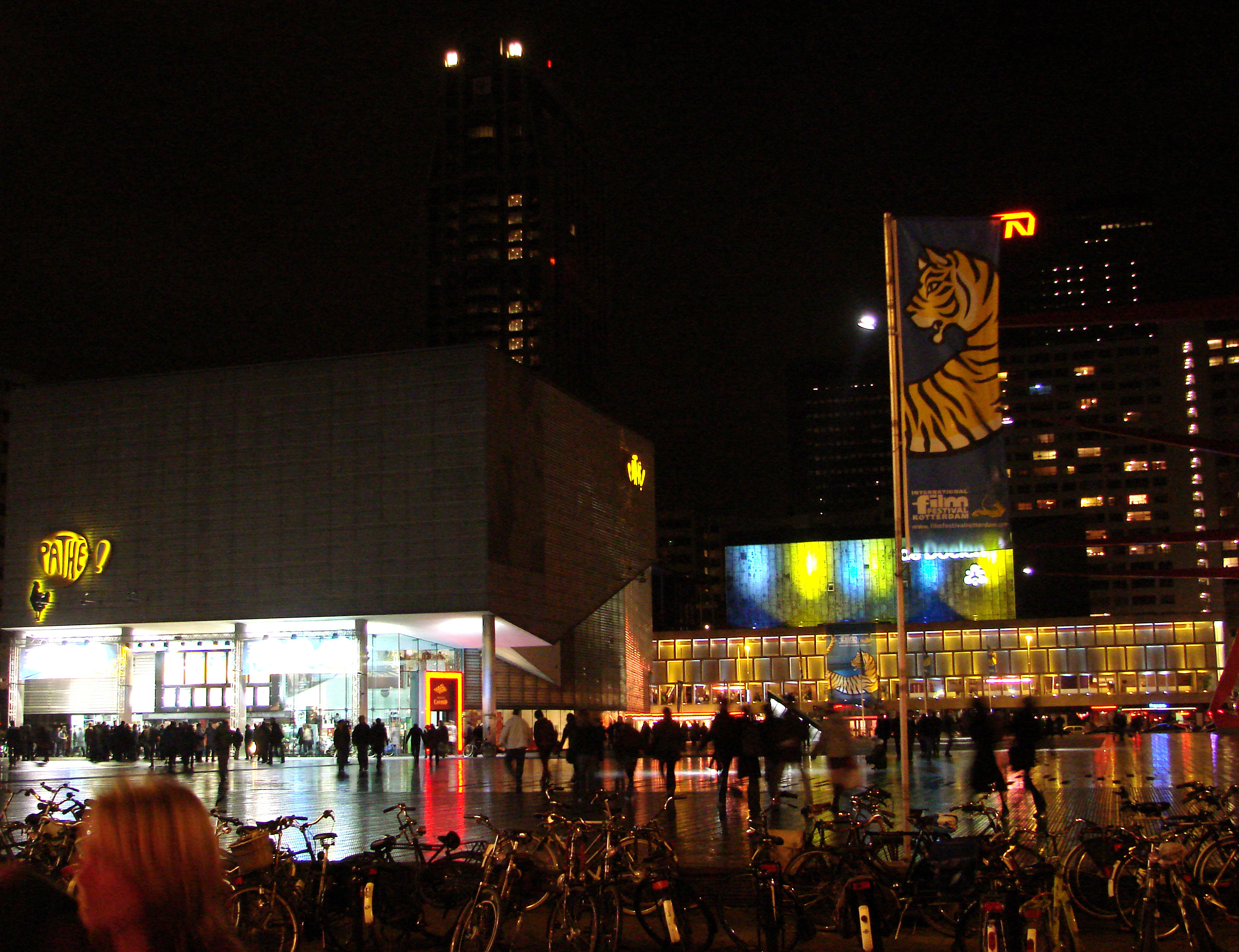
Кінофестиваль у Роттердамі (2007).

Кінофестиваль — фестиваль творів кіномистецтва.
Зазвичай супроводжується публічним показом багатьох фільмів і приїздом їх авторів. В ході більшості фестивалів проводиться конкурс фільмів, за результатами якого вручаються призи (гран-прі, приз глядацьких симпатій та інші). Результати конкурсу зазвичай оцінює експертне журі — рідше проводиться голосування експертів.
Зазвичай до конкурсу допускаються фільми, які випустили нещодавно і які ще не показували в інших фестивалях. Фестивалі часто спеціалізуються за жанрами кіно, тематикою чи допустимою довжиною стрічки(на фестивалях короткометражного кіно зазвичай існують чіткі обмеження на тривалість фільмів). Кінофестивалі типово проводяться щорічно.

## Історія
Перший значний кінофестиваль відбувся у Венеції в 1932 році.
Поява інших визначних фестивалів датується 1930-ми, 1940-ми та 1950-ми роками.
Единбурзький кінофестиваль в Великій Британії заснований 1947 року і з того часу він жодного року не переривався, що є рекордом.
Наразі у світі існують тисячі кінофестивалів, від найвищого і найпрестижнішого рівня до невеликих фестивалів місцевого значення.

## Плата за участь
На багатьох кінофестивалях за право брати участь автори фільму мають заплатити певну суму(зазвичай на відомих і престижних фестивалях). Однак плати вимагають не всюди. На окремих фестивалях існує певна політика стосовно певних регіонів чи режисерів, і для них плата може бути меншою, або бути відсутньою.

## Найбільші кінофестивалі світу
Найпрестижнішими кінофестивалями є огляди з конкурсною програмою, що мають акредитацію Міжнародної федерації асоціацій кінопродюсерів (фр. Federation International des Associations de Producteurs de Films, FIAPF). Для того, щоб отримати акредитацію, кінофестиваль повинен відповідати декільком критеріям: бути міжнародним; проводитися щорічно; користуватися підтримкою місцевої кіноіндустрії; в конкурсі не повинно бути фільмів, які раніше брали участь в інших фестивалях. Крім того, в одній країні може бути тільки один подібний фестиваль.
На сьогодні акредитацію FIAPF мають 15 міжнародних конкурсних кінофестивалів ігрових фільмів:
- Берлінський кінофестиваль
- Каннський кінофестиваль
- Шанхайський міжнародний кінофестиваль
- Московський міжнародний кінофестиваль
- Міжнародний кінофестиваль у Карлових Варах
- Міжнародний кінофестиваль у Локарно
- Міжнародний кінофестиваль у Монреалі
- Міжнародний кінофестиваль у Сан-Себастьяні
- Венеційський кінофестиваль
- Варшавський міжнародний кінофестиваль
- Міжнародний кінофестиваль у Токіо
- Міжнародний кінофестиваль у Мар-дель-Плата
- Каїрський міжнародний кінофестиваль
- Молодість — Міжнародний кінофестиваль дебютного кіно в Києві
- Міжнародний кінофестиваль Індії (Гоа)

Також акредитовані 5 кінофестивалів документального та короткометражного кіно:
- Кінофестиваль у Тампере
- Кінофестиваль в Обергаузені
- Кінофестиваль у Кракові
- Кінофестиваль у Більбао

Крім того, акредитацію мають 6 позаконкурсних фестивалів ігрових фільмів і 26 конкурсних фестивалів спеціалізованих ігрових фільмів. Загалом акредитацію FIAPF мають 52 фестивалі.
Інші престижні кінофестивалі, що не мають конкурсної програми або не отримали акредитацію FIAPF:
- Міжнародний кінофестиваль Мангейм-Гайдельберг — офіційний сайт
- Роттердамський кінофестиваль
- Кінофестиваль у Сан-Франциско — офіційний сайт
- Міжнародний кінофестиваль у Торонто (акредитований FIAPF як позаконкурсний)
- Лондонський кінофестиваль (акредитований FIAPF як позаконкурсний)

## Інші кінофестивалі
- Гатчинський кінофестиваль «Література і кіно»
- Гетеборзький кінофестиваль
- Золотий Дюк — одеський кінофестиваль; більше не проводиться
- Кінофестиваль у Сіджасі
- Ірпінський кінофестиваль
- Кінофестиваль трьох континентів
- Міжнародний Інтернет-Фестиваль Незалежного Кіна SpaceLiberty — щорічний онлайн-фестиваль, що є оглядовим майданчиком світового надбання та розвитку в галузі кіно.
- Молодість — Міжнародний кінофестиваль дебютного кіно в Києві офіційний сайт [Архівовано 31 грудня 2020 у Wayback Machine.]
- Невшетельський кінофестиваль — міжнародний фестиваль фантастичних фільмів в Швейцарії (з 2000)
- Одеський міжнародний кінофестиваль (з 2010)

- Стожари — міжнародний акторський кінофестиваль у Києві
- Стокгольмський міжнародний кінофестиваль
- Флаертіана — міжнародний фестиваль документального кіно
- Хіросімський кінофестиваль — міжнародне кіно в Японії
- Единбурзький кінофестиваль
- Pacific Meridian — міжнародний фестиваль фільмів країн АТР, що проходить щорічно в Владивостоці, Росія — / офіційний сайт [Архівовано 26 червня 2021 у Wayback Machine.]
- Міжнародний Тбіліський Кінофестиваль
- Міжнародний канський фестиваль відео — кінофестиваль з 2002 року проводиться Міжнародний фестиваль молодого європейського кіно в Канську (Красноярський край, Росія).
- Міжнародний кінофестиваль у Пусані (Південна Корея)
- Трускавецький міжнародний кінофестиваль телевізійних фільмів «Корона Карпат»
- DOK Leipzig — Лейпцизький міжнародний фестиваль документальних та анімаційних фільмів (Лейпциг, Німеччина)
- Міжнародний кінофестиваль кінематографічного спадку (Вінсен, Франція)
- Кінофестиваль «Щасливе життя» (Запоріжжя, Україна)
- фестиваль  «Вечори французького кіно» (Україна)